# Brežice
Brežice (in tedesco Rann) è una città della Slovenia di 24 577 abitanti della Slovenia orientale. La cittadina è posta sulla sponda sinistra della Sava, non lontano dal luogo dove confluisce il fiume Krka, a pochi chilometri dal confine con la Croazia. Presenta un bell'impianto urbano e lungo la via principale si possono ammirare eleganti residenze barocche. Il luogo fu abitato fin dalla preistoria. Più tardi si susseguirono i Celti e i Romani. Nel Medioevo il villaggio si sviluppò intorno al castello e viene menzionato per la prima volta nel 1241. Diventò borgo franco nel 1315 e città nel 1353. Fu feudo del Vescovo di Salisburgo dal secolo XI al 1493, quando entrò a far parte dei possedimenti degli Asburgo.  Villaggio e castello furono dati alle fiamme durante la rivolta popolare del 1515 e poco dopo subirono più volte gli assalti delle milizie turche.

## Cerklje ob Krki
Nella municipalità c'è la località di Cerklje ob Krki che all'epoca in cui la Slovenia faceva parte della Jugoslavia era un'importante base aerea sede della 82ª Brigata Aerea dell'Aviazione Militare Jugoslava che in seguito alla dissoluzione della Jugoslavia e l'indipendenza della Slovenia nel 1991 venne ridislocata alla base di Zalužani presso Banja Luka in Bosnia Erzegovina.
Il 7 dicembre 2006 il ministro della difesa sloveno Karl Erjavec ha firmato un documento con cui la base diventerà a partire dal 2010 una base della NATO.